# Conservatisme en Allemagne
 (janvier 2025).
 Le conservatisme en Allemagne (allemand : Konservatismus), étalé sur trois siècles, a abrité une pléthore de doctrines et d'idéologies. Or, la plupart des théories conservatrices historiques prônaient un ordre politique fondé sur la monarchie et une hiérarchie sociale établie.

## Souches conservatrices historiques
Durant la période antérieure à la Révolution, dite du Vormärz, l'étiquette de "conservatisme" désignait un mouvement éparse, composé de forces intellectuelles et politiques, mais sans organisation partisane de la même envergure que celle des Tories britanniques. La tradition des théoriciens conservateurs, tel Justus Möser (1720–1794), se dressa contre les tendances des Lumières et les idéaux véhiculés par la Révolution française, en portant une vive opposition à leur rationalisme et à leur appel à un bouleversement radical des institutions. Ce courant, bien que disparate, s’opposa fermement aux nouvelles conceptions de la société fondées sur l'égalité et la liberté, préférant préserver les anciennes structures hiérarchiques et les traditions séculaires, qu'elles fussent politiques, religieuses ou sociales. 
Si de nombreux théoriciens conservateurs ont été taxés de « romantiques politiques » – une épithète dont Carl Schmitt, figure marquante du conservatisme, fit lui-même usage –, il convient néanmoins de distinguer au moins quatre courants de pensée conservatrice distincts avant 1945 :
- Les romantiques conservateurs, partisans d'un retour en arrière vers un Moyen Âge idéalisé, prônaient une restauration des structures sociales et politiques antérieures à la Révolution française. Parmi les théoriciens les plus marquants de ce courant, on peut citer Novalis, Friedrich Schelling, Charles-Louis de Haller et Adam Müller.
- Les tenants du journalisme conservateur se font les champions du maintien en l'état du système mis en place par Metternich au lendemain des bouleversements révolutionnaires. Ils défendent avec ardeur les principes du conservatisme national. Parmi les penseurs les plus éminents de ce courant, on peut citer Friedrich von Gentz, Friedrich Schlegel et Ernst Moritz Arndt.
- Parmi les penseurs qui, en Allemagne, ont défendu par leurs écrits le régime monarchique constitutionnel, on compte des figures aussi éminentes que Georg Wilhelm Friedrich Hegel, Heinrich Friedrich Karl vom u Stein et Friedrich Julius Stahl.
- Le mouvement révolutionnaire conservateur, tel que l'on l'a désigné, englobe une série de courants idéologiques qui s'opposent aux idéaux libéraux modernes, tout en préconisant une restauration des valeurs traditionnelles. Parmi ces courants, les radicaux pré-nazis, notamment représentés par des figures telles qu'Arthur Moeller van den Bruck, Oswald Spengler et Carl Schmitt.

On y trouve également l'esprit Contre-Lumières, cher à Friedrich Nietzsche, la Realpolitik conservatrice et l'âme politique d'Otto von Bismarck, ainsi que le monarchisme anti-républicain du Parti populaire national allemand (DNVP) durant la République de Weimar.

## Otto von Bismarck
La pensée conservatrice se développa parallèlement à l'essor du nationalisme en Allemagne, atteignant son apogée avec la victoire de l'Allemagne sur la France lors de la guerre franco-prussienne, la constitution de l'Empire allemand unifié en 1871, et l'ascension concomitante du chancelier Otto von Bismarck au pouvoir. Le modèle de politique extérieure dit « d’équilibre des puissances » proposé par Bismarck permit de maintenir la paix en Europe pendant plusieurs décennies, à la fin du XIXe siècle. Son « conservatisme révolutionnaire » constitua une stratégie étatique conservatrice destinée à rendre les Allemands de condition modeste – et non uniquement l’élite des Junkers – plus loyaux envers l’État et l’empereur. C’est dans les années 1880 qu’il institua l’État-providence moderne en Allemagne. Selon les historiens Kees van Kersbergen et Barbara Vis, cette stratégie visait « à octroyer des droits sociaux afin de favoriser l’intégration d’une société hiérarchisée, de forger un lien entre les travailleurs et l’État dans le dessein de fortifier ce dernier, de préserver les relations traditionnelles d’autorité entre les groupes sociaux et de statut, et de constituer un contrepoids aux forces modernistes du libéralisme et du socialisme ». 
Otto von Bismarck, lors de la fondation du Second Reich en 1871, institua le suffrage universel masculin. Paradoxalement, ce choix, a priori progressiste, fit de lui une figure tutélaire pour les conservateurs allemands qui, après sa disgrâce en 1890, lui érigèrent de nombreux monuments. 
Après les révolutions de 1848, les partis conservateurs se virent représentés dans diverses assemblées du Landtag des États allemands, notamment au Landtag prussien et, à partir de 1871, également au Reichstag de l'Empire allemand. Les conservateurs prussiens, essentiellement des propriétaires terriens de l'Elbe orientale (les Junker), qui, par le passé, s’étaient montrés d’un scepticisme prononcé à l’égard de l’unification de l’Allemagne prônée par le ministre-président Bismarck, s’organisèrent en un bloc sous l’égide du Parti conservateur allemand. Au sein du Reichstag, ils durent néanmoins affronter la concurrence du Parti conservateur libre, composé principalement de hauts fonctionnaires issus de l’élite bureaucratique et de magnats des affaires rhénans, qui, dès le commencement, soutinrent la politique de Bismarck.
Sous le gouvernement de Bismarck, les conservateurs allemands, dans un contexte marqué par l’opposition croissante entre le libéralisme économique, défendu par les nationaux-libéraux, et le mouvement ouvrier représenté par le Parti social-démocrate, se tournèrent avec une grande ferveur vers l'étatisme et un paternalisme prononcé. Bien qu’ils se fussent alliés aux lois antisocialistes du chancelier, ils soutinrent également, avec une vigueur non moins manifeste, l’instauration d’un système d’assurances sociales, comprenant les retraites, l’assurance contre les accidents et les soins médicaux, fondements du futur État-providence allemand. De la même manière, les politiciens conservateurs, dans leur démarche, trouvèrent leur compte dans l'application d'une politique qu'ils qualifiaient d'« intérêts nationaux » durant le Kulturkampf, affrontement idéologique et politique contre l’Église catholique et le Parti du centre. Bien que la politique intérieure de Bismarck n'eût pas triomphé de ses opposants, elle parvint néanmoins à affermir davantage le pouvoir de l'État.
Dans le même temps, l'influence du Parlement sur ces orientations politiques demeura restreinte. Le suffrage universel masculin avait d'ores et déjà été institué lors des élections au Reichstag de 1867, sous la Confédération de l'Allemagne du Nord, mais les députés jouissaient de prérogatives législatives fort limitées. Le gouvernement impérial restait en effet responsable uniquement devant l'Empereur, et le chancelier gouvernait selon un système de majorité alternée. Ce n'est qu'à l'issue de la Première Guerre mondiale qu'une réforme parlementaire fut mise en œuvre, à l'instigation de l'Oberste Heeresleitung (le commandement suprême de l'armée), en raison de la défaite allemande. Les partis, nés de simples intérêts particuliers et souvent méfiants à l'égard des formations politiques portant une idéologie ou une vision générale, ne parvinrent pas jusqu'alors à créer une large union populaire, dans le sens d'un parti d'envergure nationale, bien que les conservateurs allemands fussent demeurés discrets et peu enclins à rassembler sous une grande tente.

## République de Weimar et l'oppression nazie
Le conservatisme en Allemagne fut profondément ébranlé par la défaite de la Première Guerre mondiale et par la Révolution allemande de 1918-1919. Les penseurs de la révolution conservatrice, en réaction à la disparition de la monarchie autrefois vénérée, s'efforcèrent de concevoir un réalignement novateur, fondé sur des principes durables, dans l'espoir de fonder un nouvel ordre mondial. Vers la fin des années 1920, le Parti national du peuple allemand (DNVP), sous la direction du magnat de la presse Alfred Hugenberg, s'orienta vers des politiques nationalistes de l'extrême droite, atteignant son apogée avec une collaboration avec le Parti nazi à l'approche de la prise de pouvoir (Machtergreifung) en 1933. Plusieurs personnalités politiques conservatrices telles que Hugenberg lui-même, Franz von Papen et Konstantin von Neurath intégrèrent le cabinet Hitler, et certains, tel Franz Seldte, adhérèrent même au NSDAP.
Sous le régime nazi, tous les autres partis politiques, y compris les conservateurs, furent proscrits. La « révolution nationale » prônée par les nazis devint prééminente, et les bouleversements raciaux et sociaux imposés dans la société allemande ne purent être contrariés par les forces conservatrices, qualifiées de « réaction » (Reaktion), telles que le Zentrum, les chrétiens-démocrates et les monarchistes prussiens. Nombre d’opposants conservateurs au régime, tel l'ex-chancelier Kurt von Schleicher ou encore Edgar Julius Jung, furent assassinés lors de la Nuit des Longs Couteaux en 1934. Après une période de pacification au sein du Troisième Reich, plusieurs conservateurs, tout en restant fidèles à leurs idéaux, participèrent activement à la Résistance allemande, notamment dans le cadre du complot du 20 juillet.

## Conservatisme moderne
Le conservatisme allemand, après la Seconde Guerre mondiale, dut se défaire de ses assises idéologiques, profondément marquées par le totalitarisme et ses propres compromis. Ses partisans, face à l'évolution du contexte politique, embrassèrent les valeurs d'un État de droit constitutionnel (Rechtsstaat) et se tinrent désormais à l'écart du pouvoir politique.
Dans l'Allemagne contemporaine, l'Union chrétienne-démocrate (CDU) d'après-guerre, de même que l'Union chrétienne-sociale de Bavière (CSU), s'attribuent la prétention de représenter l'ensemble des formes de conservatisme au sein du pays. Les partis conservateurs nationaux émergents, tels que le Parti allemand, n'ont pas survécu à l'épreuve du temps, tandis que subsistent aujourd'hui quelques formations marginales, situées à la droite de la CDU et de la CSU, dont il est difficile de faire une distinction nette avec les partis d'extrême droite, tel qu'en témoignent les Républicains. Par ailleurs, des mouvements marginaux, visant à restaurer la monarchie allemande, subsistent encore, à l'instar de Tradition und Leben. Lors des tumultueux événements de la fin des années 1960, dans le cadre du mouvement étudiant allemand, les représentants de la CDU/CSU réclamaient l'instauration d'un « État fort » et préconisaient une réduction des droits individuels, dans le but de réprimer les troubles sociaux et politiques.
Parmi les théoriciens conservateurs modernes, souvent qualifiés de « technocratiques », on dénombrait les noms d'Ernst Jünger (1895-1998) et de son frère Friedrich Georg Jünger (1898-1977), ainsi que ceux de Hans Freyer (1887-1969), de Helmut Schelsky (1912-1984) et d'Arnold Gehlen (1904-1976). Ces derniers mirent en lumière la soumission des décisions politiques aux contingences dictées par une civilisation dont la technologie avancée façonnait l'ordre social, rejetant ainsi les prétentions idéologiques visant à dépasser l'aliénation sociale, lesquelles demeuraient, selon eux, des chimères défendues uniquement par des démagogues.

## Développements récents
Comme il advint pour la majorité des partis politiques en Allemagne, les unions de la CDU et de la CSU, après la réunification de l'Allemagne, s’orientèrent, bien que dans une mesure moindre, vers des politiques de centre. Cela aboutit à un accent mis sur le libéralisme économique et la quête de la justice sociale, dans la lignée des enseignements sociaux catholiques, plutôt qu’à une stricte adhésion à des positions conservatrices. Toutefois, la prétendue nature conservatrice de ce parti demeure une notion mouvante, imprécise, oscillant entre une manifestation nationale et une orientation sociale, et demeure, en vérité, une appellation fluide et indéfinie.
Depuis que le chancelier de l'Allemagne de l'Ouest, Helmut Kohl, eut constitué, en 1982, un gouvernement de coalition avec la CDU et le Parti libéral-démocrate (FDP), ces deux partis furent fréquemment considérés comme membres d'une mouvance de centre-droit (désignée parfois sous le terme de bürgerlich, c'est-à-dire « civique ») au sein du système multipartite de la République fédérale. Néanmoins, cette classification fut l'objet de vives critiques, car elle omettait non seulement les tendances sociales-libérales présentes au sein de certains partis, mais également les courants conservateurs que l'on retrouve parfois au sein de formations de gauche, telles que les sociaux-démocrates ou les Verts.

## Sources
1. ↑  James N. Retallack, The German Right, 1860–1920: Political Limits of the Authoritarian Imagination, University of Toronto Press, 2006 (lire en ligne)
2. ↑  Kees van Kersbergen et Barbara Vis, Comparative Welfare State Politics: Development, Opportunities, and Reform, Cambridge UP, 2013 (lire en ligne), p. 38